# Marcusenius greshoffii
Marcusenius greshoffii és una espècie de peix pertanyent a la família dels mormírids i a l'ordre dels osteoglossiformes.

## Etimologia
Marcusenius fa referència a l'alemany Johann Marcusen (el primer ictiòleg a estudiar els mormírids de forma sistemàtica), mentre que l'epítet greshoffii al·ludeix al comerciant i col·leccionista neerlandès Anton Greshoff (1856-1905), el qual va presentar diverses espècies del Congo al Museu de Zoologia de la Universitat d'Utrecht.

## Descripció
Fa 10,8 cm de llargària màxima.

## Hàbitat i distribució geogràfica
És un peix d'aigua dolça, demersal i de clima tropical, el qual viu a Àfrica: és un endemisme de la conca del riu Congo al Camerun, la República del Congo i la República Democràtica del Congo, incloent-hi els llacs Pool Malebo i Tumba, i els rius Aruwimi, Uele, Itimbiri, Lindi, Lualaba, Tshuapa i Ubangui.

## Observacions
És inofensiu per als humans i el seu índex de vulnerabilitat és baix (10 de 100).